# Antônia Marzullo
Antonia de Oliveira Soares Marzullo (Rio de Janeiro, 13 de junho de 1894 – Rio de Janeiro, 25 de agosto de 1969) foi uma atriz brasileira, mãe de Dinah Marzullo, do poeta Maurício Marzullo e da atriz Dinorah Marzullo. E ainda avó das atrizes Marília Pêra e Sandra Pêra. Seu sobrenome artístico originou-se de seu primeiro casamento, com o imigrante italiano Emílio Marzullo, pai de seus filhos.

## Biografia
Antônia Marzullo nascera em 13 de junho de 1894, na cidade do Rio de Janeiro, sendo filha de Manuel Gomes Soares e Rufina de Oliveira Soares.
Estreara profissionalmente em 1920, como corista da Companhia Teatral João de Deus, na peça o O Frade da Brahma. Em 1936 passara a integrar a Companhia Teatral de Alda Garrido. 
Seu último trabalho fora na peça A Moreninha, em 1969, ao lado de sua neta Marília Pêra.
Casara-se em primeiras núpcias com Emilio Marzullo, do qual tiveram três filhos: Maurício Marzullo (1915-2008), Dinah Marzullo (1917-2015) e  Dinorah Marzullo (1919-2013). Após o divórcio com Emílio, casara-se com José Pinto da Costa.
Já muito debilitada, falecera aos 75 anos em 25 de agosto de 1969. 

## Filmografia
| Ano  | Título                        | Personagem      |
| ---- | ----------------------------- | --------------- |
| 1935 | Favela dos Meus Amores        | Tia Bilú        |
| 1937 | João Ninguém                  | —               |
| 1945 | Loucos por Música             | Dona da pensão  |
| 1946 | O Ébrio                       | Lindoca         |
| 1948 | Inconfidência Mineira         | Dona Inácia     |
| 1949 | Pinguinho de Gente            | Tia Velha       |
| 1950 | Um Beijo Roubado              | Discretina      |
| 1953 | Balança Mas Não Cai           | —               |
| 1955 | Mãos Sangrentas               | Mãe de Adriano  |
| 1956 | O Diamante                    | —               |
| 1963 | Bonitinha mas Ordinária       | Mãe de Rita     |
| 1965 | Samba                         | avó de Belém    |
| 1967 | O Menino e o Vento            | Avó de Zeca     |
| 1968 | Massacre no Supermercado      | —               |
| 1968 | O Homem Que Comprou o Mundo   | —               |
| 1968 | As Aventuras de Chico Valente | —               |
| 1968 | Como Vai, Vai Bem?            | Avó de Santinha |

## No Teatro[6]
- 1920 - O Frade da Brahma
- 1922 - Os Hunguenotes
- 1934 - Sexo
- 1938 - Bairro da Cidade
- 1940 - O Trophéo
- 1946 - Maria Cachucha[7]
- 1946 - Não te Quero Mais[7]
- 1946 - Adão e Eva[7]
- 1946 - Cidadão Zero[7]
- 1946 - Deus Lhe Pague[7]
- 1946 - Serão Homens Amanhã[7]
- 1952 - As Bruxas Já Foram Meninas
- 1962 - Bonitinha, mas Ordinária
- 1965 - Toda Nudez Será Castigada
- 1969 - A moreninha